# Хусрав ибн Мухаммад
Хусрав ибн Мухаммад (полн. Хусрав ибн Мухаммад ибн Манучихр Бани Ардалан) — курдский историк первой половины XIX века, вероятно происходил из влиятельного княжеского рода Ардалан, Арделан. Известен современным исследователям только по одному сочинению, содержащему историю небольшой области Восточного Курдистана — Ардалан, и правившего там с конца XII и до середины XIX веков княжеского рода Ардалан.

## Происхождение
Родиной Хусрава ибн Мухаммада было Ардаланское княжество — одно из курдских феодальных государств, расположенное на границе Османской империи и Ирана, а в наши дни место проживания курдской народность ардалан. Данные о происхождении историка современные исследователи в основном находят в его же сочинении, хотя о себе Хусрава ибн Мухаммад упоминает вскользь, мимоходом. Вероятно, автор происходил из могущественного курдского княжеского рода Ардалан. Реконструированная по хронике родословная историка:
- Сулайман-хан Бани Ардалан — правитель Ардаланского княжества с 1638/39 по 1657/58 годы.
- Мухаммад-бек — один из сыновей правителя, оказался обделён при разделе округов Арделанского княжества после смерти Сулайман-хана (раздел произошёл по инициативе персидского шахского двора).
- Манучихр-бек ибн Мухаммад-бек — занимал должность наместника (наиба) арделанского князя в 1742/43 году (после бегства Ахмад-хана ибн Субхан-Вирди-хана в Турцию). Был обласкан Надир-шахом, получив от него в подарок Коран, почетные одежды и грамоту, однако, вскоре он предпочел бежать из Ардалана в Шахризур.
- Мухаммад-бек ибн Манучихр-бек — отец историка, также занимал должность наиба при дворе арделанских князей. В хронике упоминается, что он получил двадцать джафских семейств, осмелившихся нарушить княжеский запрет выпасать свои стада на землях Арделана.

Годы жизни и место рождения Хусрава ибн Мухаммада неизвестны, вероятно, он писал сочинение в возрасте не менее 50 лет и родился в 70—80-х годах XVIII века, так как в хронике он не раз сетует на наступившую старость. Детство, юность и возмужание Хусрав ибн Мухаммада приходятся на период побед Хусрав-хана и возрастающее влияние князей Бани Ардаланов. Все политические симпатии, интересы автора хроники связаны с этим периодом временного усиления власти Бани Ардаланов, возрожденных преданий и легенд об их былой мощи. Какого рода деятельностью занимался Хусрав ибн Мухаммад, по тексту хроники установить невозможно, если верить сказанному в предисловии — он «не жаждал снискать [чье-то] благосклонное внимание, а проводил время без всякого дела и занятия». На основании упоминаний об Хусрав ибн Мухаммаде другими авторами того времени, он мог оставаться в живых и в 1848/49 году.

## Сочинение
Единственное сочинение Хусрава ибн Мухаммада написано на персидском языке и носит характер местной хроники. Этот труд не имеет авторского названия и не получил широкой известности за пределами курдского региона, где правила династия Ардалан. Самая поздняя авторская редакция рукописи сейчас храниться в Национальной библиотеке Парижа под условным наименованием «Histoire de la tribu kurde des Beni Ardelan» (в каталоге французского историка Э. Блоше), но это название не совсем точно, так как автор описывает не столько историю курдского племени бани ардалан, сколько правление княжеского рода из этого племени. Первоначально предполагалось, что хроника Хусрава ибн Мухаммада осталась незавершенной из-за кончины автора, но также, вероятно, что сочинение было, историком закончено, а рукопись в Париже по каким-то причинам не дописана переписчиком до конца.
Как и другие труды курдских историографов XVI—XIX веков: Шараф-наме Шараф-хана Бидлиси, Тарих-и данабиле 'Абдарраззака Думбули, Зубдат aт-тавapиx-и Санандаджи Мухаммада Шарифа, Хадике-йи Насирийе Мирза 'Али Акбар-хана Садик ал-Мулка, сочинение Хусрава ибн Мухаммада написано представителем господствующего класса курдских феодалов и в интересах этого класса. На страницах хроники в осторожных высказываниях выражаются антиперсидские настроения историка. Также в тексте вставлены обширные описания литературного свойства, свидетельствующие о художественном вкусе автора.